# Pietro del Monte
Pietro del Monte San Savino, właśc. Pietro Guidalotti (ur. 1499 w Monte San Savino, zm. 26 stycznia 1572 w Vallettcie) − 50. Wielki Mistrz Zakonu Kawalerów Maltańskich (joannitów) w latach 1568–1572, Włoch, spowinowacony z papieżem Juliuszem III.

## Życiorys
Pietro Guidalotti pochodził z Italii. Urodził się w rodzinie szlacheckiej Francesco Guidalottiego i Margherity Ciocchi del Monte, ciotki papieża Juliusza III. Przed przybyciem na Maltę, był bratem joannitą w Kapui. Bronił Rodos przed Turkami podczas oblężenia w 1522. W czasie Wielkiego Oblężenia Malty od 19 maja do 8 września 1565 Del Monte dowodził obroną Fortu św. Michała w Senglei. Przez dłuższy czas fort ten pozostawał odcięty od głównych sił maltańskich w Birgu. Del Monte udało się utrzymać fort przez 55 dni, aż do przybycia z odsieczą De Toledy dnia 8 września.
Pietro del Monte został wybrany wielkim mistrzem 23 sierpnia 1568, trzy dni po śmierci poprzednika Jeana Parisota. Del Monte kontynuował dzieło poprzedników, rozbudowując Vallettę. W 1569 wzniesiona została Brama Del Montego, według projektu Francesco Laparelliego. Budowlę tę zburzyli Brytyjczycy w 1884, na jej miejscu stawiając znacznie szerszą Bramę Wiktorii. W 1571 joannici przenieśli stolicę z Birgu do Valletty. Del Monte rozbudował flotę, która 7 października 1571 wzięła udział w Bitwie pod Lepanto. Jako wielki mistrz sprzyjał również franciszkanom obserwantom, dając im w Vallettcie teren, na którym wznieśli swój drugi klasztor na wyspie.
Del Monte zmarł w Vallettcie 26 stycznia 1572. Na jego miejsce wybrano Francuza Jeana L’Evesque. Pietro del Monte jest pochowany w Konkatedrze świętego Jana w Valletcie.